# هنگ‌کنگ پست
هنگ‌کنگ پست (انگلیسی: Hongkong Post) شرکت دولتی پست هنگ کنگ است، که در سال ۱۸۴۱ تأسیس شد.